# Удивительный волшебник из страны Оз (сериал 1986)
«Удивительный Волшебник из страны Оз» (яп. オズの魔法使い Одзу но Махо:цукаи) — японский аниме-сериал 1986 года режиссёров Масару Тонокочи и Хироси Сайто, является японской адаптацией на основе четырёх книг о сказочной стране Оз Лаймена Баума. В Японии мультсериал транслировался в эфире телекомпании TV Tokyo с 6 октября 1986 года по 28 сентября 1987 года. Сериал состоит из 52 эпизодов, которые основаны на книгах «Удивительный волшебник из страны Оз» (серии 1-17), «Чудесная страна Оз» (серии 18-30), «Озма из страны Оз» (серии 31-41) и «Изумрудный город страны Оз» (серии 42-52).

## Международный выпуск
Сериал был показан во многих странах за пределами Японии, и был дублирован на английском, испанском, итальянском и многих других языках. В 1987 году американская телекомпания HBO приобрела права на сериал и дублировала его на английский. Озвучивание английской версии было произведено канадской студией Cookie Jar (впоследствии известной как Cinar). В качестве ведущей была нанята актриса Марго Киддер, а канадская музыкальная группа The Parachute Club сочинила для сериала песни. При создании английской версии сериала его авторы, стремясь максимально адаптировать сериал для западного зрителя, заменили японские имена персонажей и ключевые аспекты анимации, делая ставку на компьютерные эффекты. В настоящее время английская версия сериала выходит в эфир в США в блоке Cookie Jar Toons цифровой вещательной сети This TV.
За 4 года до выхода сериала, в 1982 году режиссёр Фумихико Такаяма выпустил свой анимационный сериал «Волшебник страны Оз», фильм продюсировал Йосимицу Банно для кинокомпании Toho. Фильм Такаямы основан на том же сюжетном материале, и имеет на японском языке то же название, что и 52-серийный фильм, но является самостоятельным произведением. Фильм Такаямы не выходил в эфир до 1986 года, когда вышел сериал Тонокочи и Сайто, и эти два фильма в Японии часто путают.

## Сюжет

### 1—18 серии
Однажды домик маленькой девочки Дороти, жившей в Канзасе, унёс страшный ураган. Когда девочка и её пёсик Тото проснулись и вышли из дома, то увидели, что попали в Волшебную страну Оз.
Добрая Волшебница Севера,встретившая её с освобождёнными от тирани злой ведьмы Жевунами,объяснила Дороти, что её домик раздавил Злую Восточную Ведьму, и теперь для того, чтобы Дороти смогла вернуться домой, она должна пойти в Изумрудный город, и попросить чародея Оза, правителя города, помочь ей вернуться.
По пути девочка знакомится с новыми друзьями: Страшилой, Железным дровосеком и Трусливым Львом, которые решаются помочь ей прибыть в город и нуждаются в необходимых для них вещах: мозгах, сердце и отваге. В дороге их ожидала масса опасностей: кровожадные Калидасы, поле с маками, и другие неприятности. Однако девочка всё же достигает поставленной цели и попадает в Изумрудный город. Но… На этом приключения не закончились. Великий чародей  отправляет Дороти и её друзей походом на Злую Западную Ведьму. Когда друзья доходят до западной страны, она спускает на друзей свирепых волков. Железный Дровосек сражается с волками, рубя их на части. Потом ведьма натравливает на друзей хищных ворон. Страшила побеждает ворон.Потом она отправляет армию своих слуг. Слуги,испугавшись лая Тото, разбегаются. Ведьма прибегает к крайним мерам и вызывает летучих обезьян. Железный Дровосек и Страшила погибают. Дороти, Лев и Тото попадают в плен. Ведьма хочет заполучить волшебные туфельки, но Дороти обливает её водой, и ведьма тает. Граждане западной страны собирают Страшилу и Железного Дровосека. Дороти с помощью волшебной Золотой шапки вызывает летучих обезьян и те относят друзей в Изумрудный город.
Великий Чародей оказывается не чародеем, а иллюзионистом Оскаром Зорастерром, которого много лет назад принесло в страну Оз на воздушном шаре из Омахи. Тем не менее, он исполняет желания друзей. Во время исполнения желания Дороти воздушный шар вместе с Озом улетает, потому,что Тото гонится за кошкой, а Дороти вынуждена ловить его. Но Дороти вызывает летучих обезьян и обезьяны относят их в страну Кводлингов, где фея Глинда рассказывает о силе туфелек. Дороти вместе с Тото возвращается в Канзас, но друзья снова спасут страну Оз.
19 - 30 серии

## Действующие лица
Дороти Гейл -  Дороти - главная героиня сериала. Она живёт со своим дядей Генри и её тетей Эм на ферме в Канзасе. Дороти путешествует в страну Оз в торнадо, где она приобретает много новых друзей и показывает большую храбрость. Дороти хотела бы вернуться домой в Канзас, чтобы не беспокоить её дядю и тетю, с первого момента  прибытия в страну Оз.
Тото: маленький Кернтерьер Дороти, который лает на того, кого он видит. Он был дан для Дороти дядей Генри в качестве подарка.
Страшила: Страшила имел обыкновение стоять в середине большого кукурузного поля  в стране Жевунов и должен был напугать ворон (но потерпел неудачу в этой задаче), пока он не встретил  Дороти по дороге в Изумрудный город. "Безмозглый" Страшила присоединяется к Дороти на её пути в надежде, что Чародей даст ему мозг. Несмотря на то, что он не верит в это до сих пор, Страшила уже имеет мозг, полный блестящих идей, и он доказывает это на протяжении всего путешествия.
Жестяной Дровосек: Когда он был настоящим Жевуном, Злая Ведьма Востока превратила его в Жестяного дровосека, сделанного полностью из жести. Она также лишила его своего сердца, так что он не сможет когда-либо любить снова. Так как он сделан из металла полностью, Жестяной Дровосек  ржавеет быстро, при контакте с водой. Однажды, в то время как вырубают деревья в лесу начался дождь, и он простоял в середине леса больше, чем целый год, пока Дороти и Страшила не встретили его случайно и помогли ему. "Бессердечный" Жестяной Дровосек хочет иметь возможность снова любить и поэтому присоединяется к Дороти на её пути в надежде, что Чародей даст ему сердце. Вскоре он становится правителем Мигунов после того, как Злая Ведьма Запада тает.
Трусливый Лев: Лев раньше жил в большом лесу, расположенном в стране Жевунов. Трусливый Лев всегда был труслив, опасаясь всего. Трусливый Лев присоединяется к компании на пути в Изумрудный город в надежде на то, что Чародей даст ему немного мужества. Несмотря на то, что он не знает об этом, на протяжении всего пути Трусливый Лев оказывается очень смелым и мужественным, и все, что ему было нужно, это повысить его уверенность в себе.
Тип / Принцесса Озма: Маленький озорной мальчик "Тип" впервые был введен в эпизоде первой дуги истории, и играл заметную роль во втором, сопровождая Дороти на её втором приключении в стране Оз. В конце "Чудесной Страны Оз" был на самом деле принцессой Озмой, наследницей трона страны Оз. Когда предыдущий король Оз исчез, Волшебник из страны Оз стал воспитателем его дочери, принцессы Озмы. Мастер хотел править Изумрудный город без каких-либо нарушений, поэтому он отдал принцессу Oзму к Момби, которая всегда хотела иметь детей. Момби жалела маленького ребёнка и не хотела принцесса страдать от расти с ней, и, следовательно, превратила её мальчика и назвала его Тип. Дороти встретилась с Типом впервые у Момби. Тип был очень тесно связан с Момби,он знает, что под страшным внешностью скрывалась теплая, любящая, гуманная мать, которая дала ему теплый дом и любовь на протяжении всех лет. Друзья вместе с Глиндой ловят Момби, потому что они пытаются выяснить, что случилось с Принцессой Озмой, так как они хотели к ней, как истинный правитель Престола Оза, чтобы стать правителем Изумрудного города. После исследования Момби, она рассказывает им свою самую большую тайну, которую она никогда не говорила - Тип на самом деле принцесса Озма. Глинда снимает заклинание, которое было наложенно на принцессу Озму, и она становится новым правителем страны Оз. Принцесса Озма очень озорная, и несколько сорванцом-она любит лазить по деревьям и играть в футбол. Она думает, что Дороти гораздо более достойна быть правителем страны Оз, чем она. Принцесса Озма почитается хорошим правителем жителями страны Оз и пользуется большой популярностью.

## Озвучивание
| Персонаж                      | Озвучивание в Японии                                          | Озвучивание в Канаде |
| ----------------------------- | ------------------------------------------------------------- | -------------------- |
| Дороти                        | Суми Симамото                                                 | Морган Холлетт       |
| Страшила                      | Иосито Ясухара                                                | Ричард Дюмон         |
| Железный дровосек             | Такудзо Камияма                                               | Жорж Морис           |
| Трусливый Лев                 | Итиро Нагаи                                                   | Нейл Ши              |
| Глинда, добрая волшебница Юга | Аико Коносима                                                 |                      |
| Дядя Генри                    | Эйсуке Иода                                                   | Уолтер Месси         |
| Тётя Эм                       | Наруко Китахама                                               |                      |
| Волшебник Оз                  | Сэйдзо Като Мэри Ёку Тосия Уэда Махито Цудзимура Тадао Футами |                      |
| Добрая волшебница Севера      | Мицуко Томобэ                                                 |                      |
| Тото                          |                                                               |                      |
| Королева полевых мышей        | Фуми Хирано                                                   |                      |
| Принц страны Эв               | Эйко Хисамура                                                 |                      |
| Принцесса Лангвидер           | Ёко Асагами                                                   | Бронуэн Мантель      |
| Тип/Принцесса Озма            | Масако Нодзава                                                | Стивен Беднарски     |
| Тыквоголовый Джек             | Кадзуё Аоки                                                   | Адриан Найт          |
| Деревянная лошадь             | Акио Нодзима                                                  |                      |
| Гамп                          |                                                               |                      |
| Тик-Ток                       | Юдзи Мицуя                                                    | А.Дж. Хендерсон      |
| Лорд Калико                   | Тамио Оки                                                     | Артур Гроссер        |
| Биллина                       | Рихоко Ёсида                                                  |                      |
| Злая ведьма Запада            | Хисако Киёда                                                  |                      |
| Злая ведьма Востока           | Масако Нодзава                                                |                      |
| Летучие обезьяны              | Синго Канемото                                                |                      |
| Момби                         | Си Китагава                                                   | Кэтлин Фи            |
| Гроулевог                     |                                                               |                      |
| Генерал Гаф                   | Джоджи Янами                                                  | Дин Хагопиан         |
| Гигантский червь              |                                                               |                      |
| Генерал Джинджер              | Руна Акияма                                                   | Сьюзан Глоувер       |
| Король гномов                 | Осаму Сака                                                    |                      |